# Mellesia
Mellesia es un género de escarabajos  de la familia Chrysomelidae. En 1902 Weise describió el género. Contiene las siguientes especies:
- Mellesia elegans Weise, 1902
- Mellesia gularis Weise, 1912
- Mellesia puncticollis (Weise, 1903)
- Mellesia viridipennis (Laboissiere, 1922)